# Schizostachyum caudatum
Schizostachyum caudatum är en gräsart som beskrevs av Cornelis Andries Backer och Karel Heyne. Schizostachyum caudatum ingår i släktet Schizostachyum och familjen gräs. Inga underarter finns listade i Catalogue of Life.